# Paul Heckingbottom
Paul Heckingbottom (Barnsley, Inglaterra, 17 de julio de 1977) es un exjugador y entrenador de fútbol inglés. Actualmente dirige al Preston North End de la EFL Championship. 
Después de retirarse como jugador, Heckingbottom se formó como entrenador. Obtuvo un puesto en el equipo de desarrollo de Barnsley y, tras una exitosa etapa como entrenador interino en la que el club ganó el ascenso y el EFL Trophy, fue nombrado entrenador en 2016. En febrero de 2018 se mudó al Leeds United, pero fue despedido durante el cierre de la temporada 2017-18 tras 16 partidos al mando. Luego, Heckingbottom dirigió al club Hibernian de la Premiership escocesa, pero fue despedido en noviembre de 2019. En marzo de 2021, fue nombrado entrenador interino del Sheffield United hasta el final de la temporada. Después de regresar a la sub-23, fue nombrado entrenador el 25 de noviembre de 2021, una vez más, en un contrato de cuatro años y medio tras el despido de Slaviša Jokanović.

## Carrera como jugador
Heckingbottom jugó como defensa en varios clubes ingleses, incluidos Sunderland, Scarborough, Hartlepool United, Darlington, Norwich City, Bradford City, Sheffield Wednesday, Barnsley y Mansfield Town.

## Carrera como entrenador

### Barnsley
Heckingbottom aprovechó la oportunidad para obtener una comprensión académica del entrenamiento de fútbol, para diferenciar su CV de otros entrenadores que compiten por puestos de trabajo. Completó su "BSc (Hons) Sports Coaching" en Leeds Metropolitan University en el 2013, seguido de una maestría en Sport Coaching en 2016, momento en el que la universidad pasó a llamarse Leeds Beckett University.
Luego pasó a trabajar como entrenador en el equipo de desarrollo del club profesional Barnsley, y fue nombrado director interino del primer equipo después de Danny Wilson fuese despedido en 2015. No fue designado de forma permanente ya que el lugar fue ocupado por Lee Johnson, aunque fue designado en el puesto de técnico interino una vez más el año siguiente después de que Johnson se marchase al Bristol City. Durante el último período, guio a Barnsley a una victoria por 3-2 contra el Oxford United en la final de la EFL Trophy en 2016 y logró el ascenso al Championship al vencer al Millwall por 3-1 en la final de los play-offs de la League One. Su éxito como entrenador interino, que llevó a Barnsley a su primera victoria en una final de copa desde 1912 y el posterior ascenso, lo llevó a ser nombrado entrenador de forma permanente.
La buena forma y los resultados continuaron durante la primera mitad de la temporada 2016-17, ya que el club culminó el 2016 en el puesto N°9. Heckingbottom fue galardonado como Héroe Deportivo del Año por The Yorkshire Post. Heckingbottom firmó un nuevo contrato el 2 de febrero de 2018, pero dejó el club días después para ocupar el cargo de entrenador en el Leeds United.

### Leeds United
El 6 de febrero de 2018, Heckingbottom fue anunciado como el nuevo entrenador de Leeds United y firmó un contrato por 18 meses. En su primer partido, el equipo perdió 2-1 ante el Sheffield United y terminó decimotercero en el Championship. Heckingbottom le dio la oportunidad a Bailey Peacock-Farrell para ser portero titular y también hizo debutar a los canteranos Tom Pearce, Paudie O'Connor, Hugo Díaz y Ryan Edmondson. Heckingbottom integró a más jugadores de la academia con el primer equipo durante una controvertida gira de postemporada por Birmania. Heckingbottom fue despedido el 1 de junio de 2018, después de solo cuatro meses con el club, y fue sucedido por Marcelo Bielsa.

### Hibernian
Heckingbottom fue nombrado entrenador en jefe del club escocés Hibernian el 13 de febrero de 2019. El club tuvo una racha invicta en la liga y Heckingbottom ganó el premio como entrenador del mes en marzo de 2019. Dos días más tarde, Heckingbottom ganó su primer Derbi de Edimburgo ante el Hearts en Tynecastle. Hibs culminó la temporada en la quinta posición, pero el entrenador no estaba contento porque el equipo "bajó la guardia" en los últimos partidos de la temporada.
En la temporada 2019-20, Hibernian ganó solo uno de sus primeros once partidos de liga. Heckingbottom fue despedido el 4 de noviembre tras una derrota por 5-2 ante el Celtic en la semifinal de la Copa de la Liga, con el equipo en el décimo lugar en la liga.

### Sheffield United
Heckingbottom fue nombrado entrenador principal del equipo sub-23 en Sheffield United en julio de 2020. Después de que el entrenador del primer equipo Chris Wilder dejara el club en marzo de 2021, con el último equipo de la Premier League y 12 puntos por debajo de la salvación, el inglés asumió el cargo interino hasta el final de la temporada. El United perdió 5-0 ante el Leicester City en su primer partido a cargo, y se confirmó el descenso al Championship después de cuatro derrotas más. El Sheffield United ganó tres de sus últimos seis partidos y, según los informes, Heckingbottom fue preseleccionado para el puesto permanente, pero en su lugar se nombró a Slaviša Jokanović, y Heckingbottom regresó a su puesto anterior como entrenador de los menores de 23 años en el club.
El 25 de noviembre de 2021, Heckingbottom fue nombrado entrenador del Sheffield United, esta vez de forma permanente, con un contrato de cuatro años y medio tras el despido de Jokanović. En su primer juego a cargo, los Blades vencieron al Bristol City por 2-0. El equipo terminó la temporada en el quinto lugar, y posteriormente se clasificó para los playoffs de ascenso, aunque perdió ante el Nottingham Forest en las semifinales.
En abril de 2023, obtuvo el ascenso a la Premier League tras derrotar por 2-0 al West Bromwich Albion y sellar la segunda plaza del Championship, a falta de dos jornadas para el final de la temporada.El 5 de diciembre del mismo año, fue despedido por el club luego de una serie de malos resultados.

### Preston North End
El 20 de agosto de 2024, fue oficializado como entrenador del Preston North End.

## Clubes

### Como jugador
| Club                       | País       | Año       |
| -------------------------- | ---------- | --------- |
| Sunderland                 | Inglaterra | 1995-1999 |
| Scarborough (Cedido)       | Inglaterra | 1997-1998 |
| Hartlepool United (Cedido) | Inglaterra | 1998-1999 |
| Darlington                 | Inglaterra | 1999-2002 |
| Norwich City               | Inglaterra | 2002-2003 |
| Bradford City              | Inglaterra | 2003-2004 |
| Sheffield Wednesday        | Inglaterra | 2004-2006 |
| Barnsley                   | Inglaterra | 2006-2007 |
| Bradford City              | Inglaterra | 2008-2009 |
| Mansfield Town             | Inglaterra | 2009-2010 |
| Gateshead                  | Inglaterra | 2010-2011 |
| Harrogate Town             | Inglaterra | 2011-2012 |

### Como entrenador
| Equipo                       | Div.                | Temporada           | Liga  | Liga | Liga | Liga | Liga |       | Copa | Copa | Copa | Copa  |   | Internacional | Internacional | Internacional | Internacional | Internacional |   | Otros | Otros | Otros | Otros |     | Totales     | Totales | Totales | Totales | Totales | Totales | Totales | Totales |
| Equipo                       | Div.                | Temporada           | Part. | G    | E    | P    | Pos. | Part. | G    | E    | P    | Part. | G | E             | P             | Pos.          | Part.         | G             | E | P     | Part. | G     | E     | P   | Rendimiento | GF      | GC      | Dif.    |         |         |         |         |
| ---------------------------- | ------------------- | ------------------- | ----- | ---- | ---- | ---- | ---- | ----- | ---- | ---- | ---- | ----- | - | ------------- | ------------- | ------------- | ------------- | ------------- | - | ----- | ----- | ----- | ----- | --- | ----------- | ------- | ------- | ------- | ------- | ------- | ------- | ------- |
| Barnsley Inglaterra          | 3.ª                 | 2014-15             | 3     | 2    | 0    | 1    | Int. | -     | -    | -    | -    | -     | - | -             | -             | -             | -             | -             | - | -     | 3     | 2     | 0     | 1   | 66.67%      | 4       | 5       | -1      |         |         |         |         |
| Barnsley Inglaterra          | 3.ª                 | 2015-16             | 18    | 10   | 5    | 3    | 6.º  | -     | -    | -    | -    | -     | - | -             | -             | -             | 4             | 4             | 0 | 0     | 22    | 14    | 5     | 3   | 71.22%      | 37      | 16      | +21     |         |         |         |         |
| Barnsley Inglaterra          | 2.ª                 | 2016-17             | 46    | 15   | 13   | 18   | 14.º | 3     | 0    | 1    | 2    | -     | - | -             | -             | -             | -             | -             | - | -     | 49    | 15    | 14    | 20  | 40.13%      | 66      | 71      | -5      |         |         |         |         |
| Barnsley Inglaterra          | 2.ª                 | 2017-18             | 30    | 6    | 9    | 15   | Inc. | 4     | 2    | 0    | 2    | -     | - | -             | -             | -             | -             | -             | - | -     | 34    | 8     | 9     | 17  | 32.35%      | 37      | 54      | -17     |         |         |         |         |
| Barnsley Inglaterra          | Total               | Total               | 97    | 33   | 27   | 37   | -    | 7     | 2    | 1    | 4    | -     | - | -             | -             | -             | 4             | 4             | 0 | 0     | 108   | 39    | 28    | 41  | 44.75%      | 144     | 146     | -2      |         |         |         |         |
| Leeds United Inglaterra      | 2.ª                 | 2017-18             | 16    | 4    | 4    | 8    | 13.º | -     | -    | -    | -    | -     | - | -             | -             | -             | -             | -             | - | -     | 16    | 4     | 4     | 8   | 33.33%      | 18      | 27      | -9      |         |         |         |         |
| Leeds United Inglaterra      | Total               | Total               | 16    | 4    | 4    | 8    | -    | -     | -    | -    | -    | -     | - | -             | -             | -             | -             | -             | - | -     | 16    | 4     | 4     | 8   | 33.33%      | 18      | 27      | -9      |         |         |         |         |
| Hibernian Escocia            | 1.ª                 | 2018-19             | 13    | 6    | 4    | 3    | 5.º  | 1     | 0    | 0    | 1    | -     | - | -             | -             | -             | -             | -             | - | -     | 14    | 6     | 4     | 4   | 52.38%      | 17      | 13      | +4      |         |         |         |         |
| Hibernian Escocia            | 1.ª                 | 2019-20             | 11    | 1    | 6    | 4    | Inc. | 7     | 4    | 2    | 1    | -     | - | -             | -             | -             | -             | -             | - | -     | 18    | 5     | 8     | 5   | 42.59%      | 27      | 31      | -4      |         |         |         |         |
| Hibernian Escocia            | Total               | Total               | 24    | 7    | 10   | 7    | -    | 8     | 4    | 2    | 2    | -     | - | -             | -             | -             | -             | -             | - | -     | 32    | 11    | 12    | 9   | 46.88%      | 44      | 44      | +0      |         |         |         |         |
| Sheffield United Inglaterra  | 1.ª                 | 2020-21             | 10    | 3    | 0    | 7    | 20.º | 1     | 0    | 0    | 1    | -     | - | -             | -             | -             | -             | -             | - | -     | 11    | 3     | 0     | 8   | 27.27%      | 4       | 20      | -16     |         |         |         |         |
| Sheffield United Inglaterra  | 2.ª                 | 2021-22             | 27    | 15   | 7    | 5    | 5.º  | 1     | 0    | 0    | 1    | -     | - | -             | -             | -             | 2             | 1             | 0 | 1     | 30    | 16    | 7     | 7   | 61.11%      | 43      | 25      | +18     |         |         |         |         |
| Sheffield United Inglaterra  | 2.ª                 | 2022-23             | 46    | 28   | 7    | 11   | 2.º  | 7     | 4    | 1    | 2    | -     | - | -             | -             | -             | -             | -             | - | -     | 53    | 32    | 8     | 13  | 65.41%      | 85      | 49      | +36     |         |         |         |         |
| Sheffield United Inglaterra  | 1.ª                 | 2023-24             | 14    | 1    | 2    | 11   | Inc. | 1     | 0    | 1    | 0    | -     | - | -             | -             | -             | -             | -             | - | -     | 15    | 1     | 3     | 11  | 13.34%      | 11      | 39      | -28     |         |         |         |         |
| Sheffield United Inglaterra  | Total               | Total               | 97    | 47   | 16   | 34   | -    | 10    | 4    | 2    | 4    | -     | - | -             | -             | -             | 2             | 1             | 0 | 1     | 109   | 52    | 18    | 39  | 53.21%      | 143     | 133     | +10     |         |         |         |         |
| Preston North End Inglaterra | 2.ª                 | 2024-25             | 44    | 10   | 20   | 14   | 20.º | 7     | 3    | 2    | 2    | -     | - | -             | -             | -             | -             | -             | - | -     | 51    | 13    | 22    | 16  | 39.87%      | 59      | 62      | -3      |         |         |         |         |
| Preston North End Inglaterra | 2.ª                 | 2025-26             | 2     | 1    | 1    | 0    | -    | 1     | 1    | 0    | 0    | -     | - | -             | -             | -             | -             | -             | - | -     | 3     | 2     | 1     | 0   | 77.78%      | 4       | 2       | +2      |         |         |         |         |
| Preston North End Inglaterra | Total               | Total               | 46    | 11   | 21   | 14   | -    | 8     | 4    | 2    | 2    | -     | - | -             | -             | -             | -             | -             | - | -     | 54    | 15    | 23    | 16  | 41.98%      | 63      | 64      | -1      |         |         |         |         |
| Total en su carrera          | Total en su carrera | Total en su carrera | 280   | 102  | 78   | 100  | -    | 33    | 14   | 7    | 12   | -     | - | -             | -             | -             | 6             | 5             | 0 | 1     | 319   | 121   | 85    | 113 | 46.81%      | 412     | 414     | -2      |         |         |         |         |
| 1. 2.                        |                     |                     |       |      |      |      |      |       |      |      |      |       |   |               |               |               |               |               |   |       |       |       |       |     |             |         |         |         |         |         |         |         |

#### Resumen por competiciones
| Competición                | Partidos | Ganados | Empatados | Perdidos | %      |
| -------------------------- | -------- | ------- | --------- | -------- | ------ |
| EFL League One             | 24       | 15      | 5         | 4        | 69.44% |
| EFL Championship           | 213      | 80      | 61        | 72       | 47.11% |
| Premier League             | 24       | 4       | 2         | 18       | 19.45% |
| FA Cup                     | 14       | 6       | 3         | 5        | 50%    |
| EFL Cup                    | 10       | 4       | 2         | 4        | 46.67% |
| EFL Trophy                 | 1        | 1       | 0         | 0        | 100%   |
| Scottish Premiership       | 24       | 7       | 10        | 7        | 43.06% |
| Copa de Escocia            | 1        | 0       | 0         | 1        | 0%     |
| Copa de la Liga de Escocia | 7        | 4       | 2         | 1        | 66.66% |
| TOTAL                      | 319      | 121     | 85        | 113      | 46.81% |

## Palmarés

### Como entrenador

#### Campeonatos nacionales
| Título     | Club     | País       | Año  |
| ---------- | -------- | ---------- | ---- |
| EFL Trophy | Barnsley | Inglaterra | 2016 |